# Wiktory 1986
Nagrody Wiktorów za 1986 rok.

## Lista laureatów
- Piotr Fronczewski
- Wojciech Reszczyński
- Hanna i Antoni Gucwińscy
- Tony Halik i Elżbieta Dzikowska
- Tomasz Raczek
- Hanka Bielicka
- prof. Aleksander Krawczuk
- Marek Kotański
- Bogusław Kaczyński